# Fatjanoptera mnemonica
Fatjanoptera mnemonica là một loài côn trùng trong họ Ampelipteridae thuộc bộ Protorthoptera. Loài này được Martynova miêu tả năm 1961.